# Divina Campo
Divina Campo Ramiro (Lérida, 27 de diciembre de 1931) es una fotógrafa española considerada la pionera de la fotografía profesional en Huesca entre los años 1950 y 1960.

## Trayectoria
Campo nació en Lérida el 27 de diciembre de 1931. Su vida transcurrió entre Lérida, Barcelona, Francia, Huesca y Guipúzcoa. Por motivos profesionales de su padre, la familia se trasladó a vivir a Huesca. Allí, Campo estudió en el colegio de Santa Ana y en el Instituto de Enseñanza Media Ramón y Cajal. Su vocación fotográfica está ligada a la profesión de su padre, que abrió un negocio de fotografía en su propia casa.  

En 1954 empezó a hacer reportajes de boda y otros eventos, reuniendo más de 17.000 fotografías. Contrajo matrimonio en 1958 con Miguel Peralta Casabón, momento en el que cesó su actividad profesional y se trasladó a vivir a Guipúzcoa. En 1960, se mudó a Lérida. Su primer reportaje fotográfico de boda lo hizo en Alcañiz y, según explicó: 
“...por amistad con un sacerdote joven, que luego se rebotó; como yo no tenía experiencia, él mismo se puso a mi lado en la ceremonia y me fue indicando qué tenía que fotografiar: los anillos, las arras, la bendición... ¡Oh, chico! Después me llovieron las bodas, en Huesca hice muchísimas, y luego hice de todo, desde partidos de fútbol a encargos para el obispo”.
En 2016 Campo donó 17.096 fotografías al archivo de la Diputación Provincial de Huesca. La colección consta de negativos en blanco y negro en soporte plástico de 35 milímetros.

## Reconocimientos
En 2020, la Diputación Provincial de Huesca homenajeó a Campo con la publicación del libro Divina Campo Ramiro. La mirada de una pionera, que ofrece una aproximación a la fotografía que realizó durante los años en los que estuvo activa.
En septiembre de 2021, dentro de la programación de la novena edición de Huescómic, el salón del cómic y la ilustración de Huesca organizado por el Ayuntamiento de Huesca, se presentó la exposición titulada Divina Campo, viñetas de una fotógrafa, en la que se mostró la vida y trayectoria profesional de Campo llevada al cómic por el ilustrador Chema Cebolla. Esta exposición coincidió con la también dedicada al escritor Ramón J. Sender. El propio cartel de Huescómic de ese año, diseñado por la dibujante Alicia Soravilla Berrueta, era un homenaje a Campo.